# 派翠克·伍道夫 (灯光师)
派翠克·伍道夫（Patrick Woodroffe，1954年6月11日—）或派翠克·伍德洛夫，出生英格蘭西約克郡，是國際公認的燈光設計師，活躍於音樂，舞蹈，時尚，藝術和建築產業界。

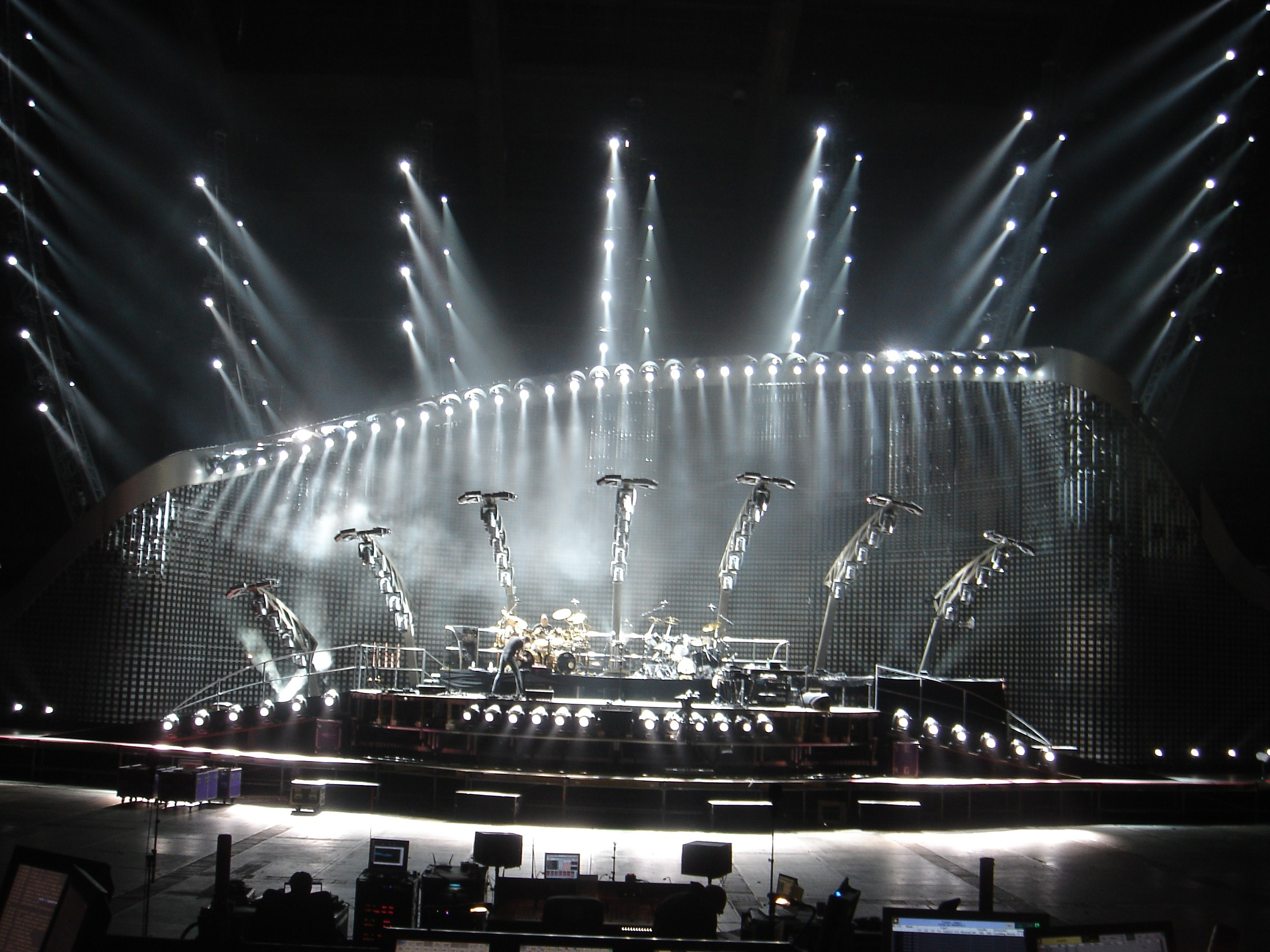
在 2007 年的 Genesis "Turn It On Again" 巡迴彩排。由 Patrick Woodroffe 執行燈光設計，Mark Fisher 擔任場景設計。

## 家庭及教育背景
派翠克·伍道夫在新加坡及德國長大，就讀於Knoll預備學校、瑪爾伯大學 （页面存档备份，存于）、和Copford Glebe學校。Patrick和Lucy結婚，並擁有兩個孩子，Alice（22）和Laura（18）。他的弟弟Simon Woodroffe （页面存档备份，存于），是知名壽司連鎖店Yo! Sushi （页面存档备份，存于）的創辦人。

## 職業生涯
伍道夫在70年代中期開始從事照明事業，主要是與歐洲的搖滾團體一起工作。
在1980年移居至美國，在未來的五年為不同的藝術家從事燈光秀的設計，包括在拉斯維加斯的Cher、Raquel Welch、Donna Summer、Rod Stewart、 Earth、Wind and Fire、Robert Palmer、ABBA的巡迴演出，其中他為ABBA點燃了他們在1980年的東京武道館最後一場演唱會的演出。
伍道夫於1985年返回英國，點燃了許多搖滾界的明星。這包括了其他團體、不同的歌手，例如: Ozzy Osbourne、Bob Dylan、The Police、Take That、Peter Gabriel、Simon and Garfunkel、Elton John、Genesis、Stevie Wonder、Sarah Brightman、The Bee Gees。
伍道夫自1982年以來，作為滾石集團的燈光設計師和表演指導，負責為集團指導多場重要的表演，包括在里約熱內盧的科帕卡巴納海灘上的音樂會。和曾獲奧斯卡電影攝影師得主Bob Richardson一起工作。伍道夫點亮了Martin Scorsese的電影「Shine a Light」，記錄著2006年滾石在Beacon Theatre的現場演出。
伍道夫設計了在維也納國家歌劇院，由導演Jurgen Flimm所指導「羅密歐與茱麗葉」的燈光設計，他的照明主導了整齣戲劇場景。也點燃了在布雷根茲音樂節，由Robert Carsen所指導的遊唱詩人Trovatore。除此之外，也為在皇家阿爾伯特音樂廳的英國國家芭蕾舞團所演出的「天鵝湖」設計燈光效果。
他也負責在過去15年洛杉磯所有浮華世界奧斯卡派對上的燈光設計，以及為雜誌所舉辦在倫敦的其他活動和坎城影展。他也設計過在穩贏大酒店（Wynn Las Vegas）渡假村的son et lumiere、拉斯維加斯賭場的“夢之湖”、以及穩贏大酒店和其姊妹飯店Encore Las Vegas所有景觀照明。
在戲劇和舞蹈上，他與Hugh Jackman在悉尼點燃了The Blues Brothers的A Tribute、製片David Pugh及 Dafydd Rogers的Ducktastic、Oz的The Boy。另外有Joaquin Cortez的秀、麥可·佛萊利的舞王、少林武僧的武術表演「生命之輪」（Wheel of Life）。
他在倫敦的河畔咖啡館（River Café），古德伍德速度節（Goodwood Festival of Speed）、在斯德哥爾摩Globe Arena的開幕、以及威爾斯王子在Highgrove House的花園中裝置臨時燈光設施。
他為2002年在白金漢宮花園的伊麗莎白女皇音樂會設計照明。伍道夫在2000年參與了當時的「千禧巨蛋」，設計內部燈光秀和在建築外部設計一個巨大的燈光時鐘。他創造了在倫敦Somerset House的燈景，能讓建築物的外牆依照活動改變其顏色，這些設計是在庭院內部做改變，也有永久計劃為在倫敦的維多利亞Madjedski Garden及艾伯特博物館設計照明。
在2007年，與西班牙攝影導演Daniel Arroya一起工作，伍道夫照亮了由Kenny Ortega執導在歌舞青春3：畢業季戲劇性的場景。伍道夫也參與邁克傑克遜未能參與的“謝幕”演唱會"This Is It"的製作，和其後的故事片，這是在邁克傑克遜突然去世後唯一的紀錄製作。與奧斯卡獲獎電影攝影師Bob Richardson一起工作，伍道夫點亮了Martin Scorsese電影「Shine a Light」，這是在2006年Beacon Theatre所舉辦的滾石現場演出的紀錄。

## 設計作品列表(精華)

### 當代音樂
- ABBA (1979–1980)
- AC/DC (1996–2009)
- Bob Dylan (2001–2009)
- The Bee Gees (1991)
- Cher (1982)
- Depeche Mode (1993)
- Donna Summer (1981–1983)
- The Eagles (2008)
- Elton John (1994 & 1997)
- Erasure (1992)
- Freddie Mercury Tribute (1992)
- Garth Brooks (2006)
- Genesis (1998 & 2007)
- Michael Jackson (2009)
- Mick Jagger (1985–1987)
- Ozzy Osbourne & Black Sabbath (2000, 2006 & 2010)
- Paul McCartney (2010)
- Pet Shop Boys (1989)
- Peter Gabriel (1993 & 2007)
- Phil Collins (1983–1986)
- Roger Waters (1985)
- Rod Stewart (1977–1980)
- Roxy Music (1989)
- Sarah Brightman (2003–2008)
- Simon and Garfunkel (2003 & 2009)
- Simply Red (1992–2003)
- Spandau Ballet (1985 + 2009)
- Stevie Wonder (1982–1986)
- Take That (2009)
- The Rolling Stones (1982–2007)
- Tina Turner (1987–1991)
- The Police (2007–2008)
- Van Morrison

### 音樂季
- 2010年世界盃足球賽 演唱會 - 索韋托, 南非
- 格拉斯頓伯里當代表演藝術節 公園廣場 (2008–2010)
- 活樂地球 演唱會 (2007)
- Babington 24 (2006)
- 里約搖滾音樂祭 2 and 3 - 里約熱內盧
- 蒙特羅爵士音樂節
- 東京音樂節
- 好萊塢搖滾音樂節 - 里約熱內盧 and 聖保羅 (1990)
- 大型音樂體驗, 奈良市, 日本 (1994)
- 吉他傳奇, 塞維亞 (1991)

### 古典音樂
- 世界三大男高音美夢成真之旅古羅馬浴場演唱會, 巴斯 (2003)
- 范吉利斯的合唱交響曲, 雅典 (2001)
- 來自羅馬的安德烈·波伽利特別演出 (1999)
- 在布拉格城堡舉辦的布拉格傳承基金演唱會 - 指揮：喬治·蕭提 (1994)
- Handel in the Park, 倫敦 - 指揮：安德列·普列文 (1985)
- Music From Outer Space, 阿納海姆天使體育場 - 指揮：祖賓·梅塔 (1983)
- Chess, 與倫敦交響樂團音樂會 (1983)

### 歌劇
- 在遊唱詩人 (歌劇)布雷根茲音樂節 - 導演：伯特·卡森 (2005)
- 普契尼：女妖，維也納國家歌劇院 - 導演：卡洛琳·古蘭伯 (director) (2005)
- 三大男高音演唱會，巴斯 (2003)
- 羅密歐與茱麗葉，維也納國家歌劇院 - 導演：於爾根佛萊姆 (2001)
- 來自Herodian 劇院的 聖潔女神，瑪利亞·卡拉斯 雅典 (1994)

### 舞蹈
- 龐德街劇院 (2002)
- 燃燒吧·地板 (1999)
- 少林武僧 - 生命之輪
- 麥可·佛萊利 - 舞王 (1998)
- 華金·科特茲, 吉普賽激情 (1985)
- 英國國家芭蕾舞團 - 天鵝湖 (1985)

### 戲劇
- Rudolf, Raimund Theatre, Vienna (2009)
- Sinatra The Musical, UK Tour (2008)
- The Boy from Oz, Sydney (2006)
- Ducktastic, Albery Theatre, London(2005)
- God spell, Chichester Theatre (2000)
- Les Misérables 20 Year Anniversary Concert, Royal Albert Hall, London (1996)
- A Tribute To The Blues Brothers (1990)

### 電影
- 麥可·傑克森- 麥可傑克森 未來的未來 演唱會電影 - 肯尼·奥特加 執導 (2009)
- 歌舞青春3：畢業季 - 肯尼·奥特加 執導 (2009)
- 電光滾石 - 滾石樂團 演唱會電影由馬丁·史柯西斯執導 (2006)
- 太陽劇團 "Allegria" - 於雪梨拍攝 (2001)
- 太陽劇團 "奇幻之旅" - 於阿姆斯特丹拍攝 (1991)

### 活動企劃
- XXVI Criança Esperança, Rio de Janeiro (2011)
- Brazil 500 Years, São Paulo (2007)
- Launch of Queen Mary 2 (2004)
- Project Salute, Baghdad & Kuwait
- Queen's Jubilee Concerts from Buckingham Palace (2002)
- Vanity Fair Oscar Parties in Los Angeles, Cannes and Tribeca Film Festival
- Opening of the Millennium Dome, London (2000)
- Opening of The Globe, Stockholm (1989)

### 建築
- Somerset House, London (2009)
- Reno Aces Baseball Field (2009)
- Vanity Fair Oscar parties in Los Angeles (1994–2008)
- Morphing Atrium, Wynn Hotel Macau (2007)
- Wynn Hotel, Las Vegas - Landscape lighting (2005)
- Madjedski Gardens, Victoria and Albert Museum, London (2005)
- The Electric, London (2002)
- Spanish Hall, Prague Castle - permanent lighting installation (1997)
- Yo! Sushi （页面存档备份，存于）, Poland Street, London (1997)

### 藝術
- Lake of Dreams - multi-media installation at The Wynn Las Vegas （页面存档备份，存于）, Las Vegas (2005)
- Prater Big Wheel Light Clock in Vienna (2001)
- Light Clock, Millennium Dome （页面存档备份，存于）, London (2000)
- Temporary installation at Highgrove House （页面存档备份，存于） for HRH Prince of Wales （页面存档备份，存于） (1997)
- Cesar sculpture lighting, Hong Kong (1992)
- Le Jardin Musical at Musee Moderne, Paris with Groupe Grid O. (1982)
- River Cafe （页面存档备份，存于）, London - Temporary Light Installation

## 文學作品
- Lighting for "Romeo and Juliet": Patrick Woodroffe at Vienna State Opera by John Offord http://www.amazon.co.uk/Lighting-Romeo-Juliet-Patrick-Woodroffe/dp/1904031161 （页面存档备份，存于）
- Contributions to "Anatomy of a Tour" - Genesis pop up book
- Contributions to "Light" by Max Keller

## 外部連結
- 派翠克·伍道夫 網站：http://www.patrickwoodroffe.com （页面存档备份，存于）
- 派翠克·伍道夫 (IMDB)：http://www.imdb.com/name/nm0940414/ （页面存档备份，存于）